# أنطونيو ليما بيريرا
أنطونيو ليما بيريرا، من مواليد 1 فبراير 1952 ، لاعب كرة قدم برتغالي سابق.
لعب مع منتخب البرتغال لكرة القدم.

## وصلات خارجية
- أنطونيو ليما بيريرا على موقع الاتحاد الأوربي (الإنجليزية)
- أنطونيو ليما بيريرا على موقع قاعدة بيانات كرة القدم.إي يو (الإنجليزية)
- أنطونيو ليما بيريرا على موقع ناشيونال فوتبول تيمز (الإنجليزية)
- أنطونيو ليما بيريرا على موقع عالم كرة القدم.نت (الإنجليزية)